# Vaalbara

Localisation du craton de Kaapvaal.

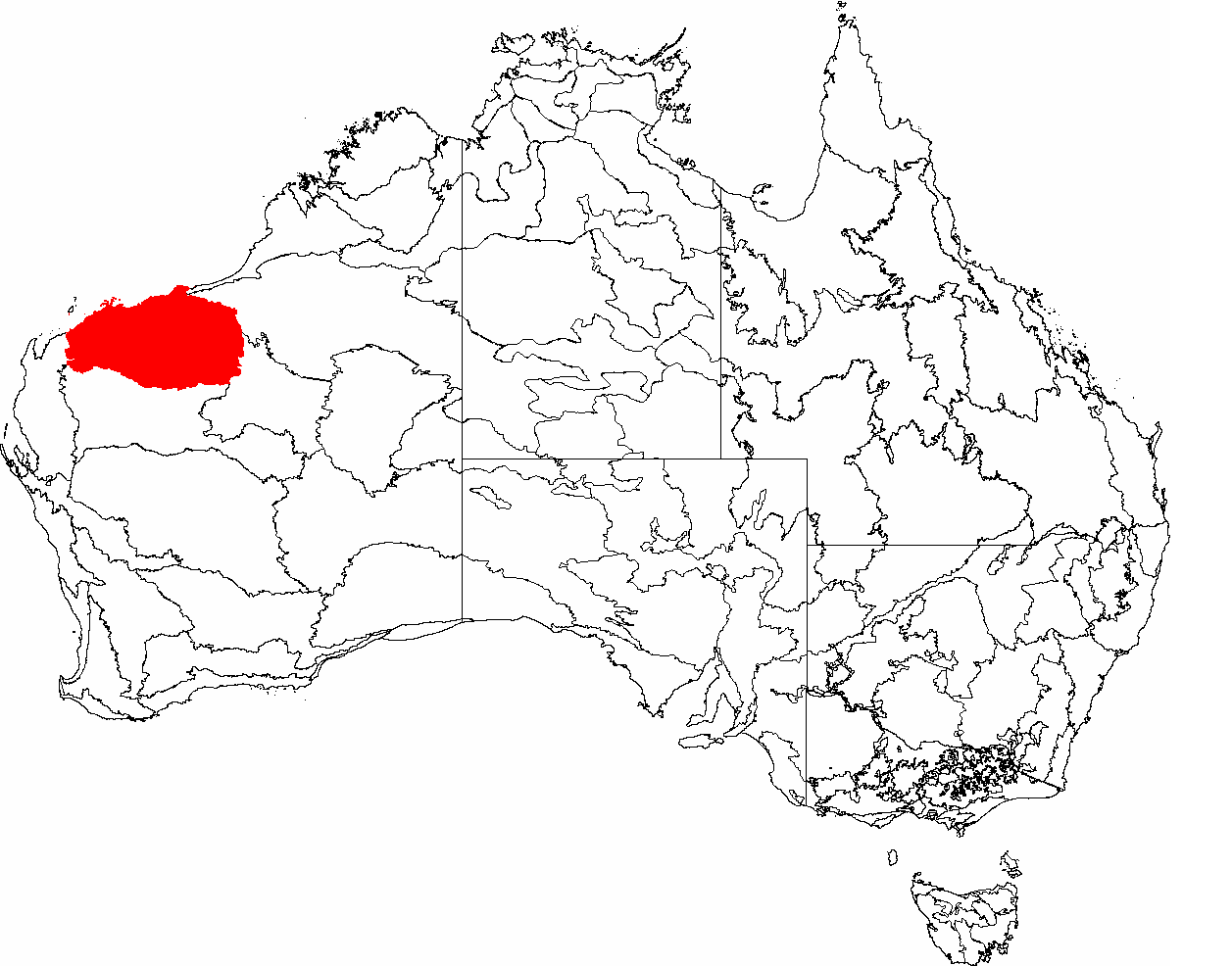
Région de Pilbara.

Le Vaalbara était un supercontinent qui a commencé à se former il y a 3,6 Ga et a existé de 3,1 Ga à 2,5 Ga, précédant le continent Ur, à partir duquel s'est formé par la suite le supercontinent Rodinia, puis les continents Laurussia et Gondwana. 
Vaalbara est la contraction de Kaapvaal et de Pilbara, deux cratons identifiés comme ayant appartenu à ce continent. Leur appartenance à une même structure géologique a pu être établie grâce aux quatre impacts météoritiques qu'ils ont subis entre 3,5 et 3,2 Ga.